# Галли, Аурельо
Аурельо Галли (итал. Aurelio Galli; 26 февраля 1866, Фраскати, Папская область — 26 марта 1929, Рим, королевство Италия) — итальянский куриальный кардинал и ватиканский сановник. Секретарь бреве князьям и латинских писем с 7 ноября 1911 по 20 декабря 1923 года. Кардинал-дьякон с 20 декабря 1923, с титулярной диаконией Сант-Анджело-ин-Пескерия с 23 декабря 1923.